# Тишевський Іван
Тишевський Іван (1760 — бл. 1820), лікар та мед. діяч, народився в Україні в шляхетській родині. Вчився у Київ. Могилянській Академії, закінчив школу при Петербурзькому шпиталі (1785). 1785 — 91 — військ. лікар, 1792 — 04 — лікар Катеринославського намісництва, з 1797 — міськ. лікар у Полтаві, де збудував й утримував також власну лікарню. Праці Т. присвячені питанням хірургії та отруєння ріжками.